# Chrysopogon daptes
Chrysopogon daptes là một loài ruồi trong họ Asilidae. Chrysopogon daptes được Clements miêu tả năm 1985. Loài này phân bố ở miền Australasia.